# Rozstání (district de Prostějov)
Pour les articles homonymes, voir Rozstání.
Rozstání (en allemand : Rostein) est une commune du district de Prostějov, dans la région d'Olomouc, en République tchèque. Sa population s'élevait à 608 habitants en 2023.

## Géographie
Rozstání se trouve à 14,5 km à l'est-nord-est de Blansko, à 19 km à l'ouest-sud-ouest de Prostějov, à 37 km à l'est-sud-ouest d'Olomouc et à 190 km à l'est-sud-est de Prague.
La commune est limitée par Vysočany et Niva au nord, par Otinoves à l'est, par Studnice, Krásensko et Kulířov au sud, et par Lipovec et Holštejn à l'ouest.

## Histoire
La première mention écrite de la localité date de 1358.

## Transports
Par la route, Rozstání se trouve à 27 km de Prostějov, à 47 km d'Olomouc et à 245 km de Prague.